# Sven Malmberg
Sven Anders Malmberg, född 9 februari 1920 i Stockholm, död 17 april 1991 i Hidinge församling, Örebro län, var en svensk medeldistanslöpare. Han tävlade först för Westermalms IF, sedan (1943 och 1944) för Nynäshamns IF samt till slut för IF Start. Han diskvalificerade 1946 på ett år för brott mot amatörbestämmelserna. 
Malmberg vann SM på 800 m 1941. Han är begravd på Mosjö kyrkogård.